# Коронник коста-риканський
Коронник коста-риканський (Basileuterus melanotis) — вид горобцеподібних птахів родини піснярових (Parulidae). Мешкає в Коста-Риці і Панамі.

## Таксономія
Коста-риканські коронники вважалися підвидом смугастоголового коронника, однак були визнані окремим видом разом з такаркунським коронником.

## Опис
Довжина птаха становить 13 см. Верхня частина тіла оливково-коричнева, нижня частина тіла охриста. Тім'я чорне, над очима білі "брови", щоки темно-сірі. Виду не притаманний статевий диморфізм.

## Поширення і екологія
Коста-риканські коронники живуть в гірських тропічних лісах Коста-Рики і західної Панами. Харчуються комахами, яких шукають на землі.